# Tiger på spring, drage i skjul
Tiger på spring, drage i skjul (engelsk: Crouching Tiger, Hidden Dragon, simplificeret kinesisk: 卧虎藏龙, traditionel kinesisk: 臥虎藏龍, pinyin: Wòhǔ Cánglóng) er en firedobbelt Oscar-vindende kinesisk film fra 2000. Filmen er instrueret af Ang Lee.
Filmen er baseret på en roman af Wang Dulu. Den gjorde wuxia-genren kendt i Vesten, hvor den fik en god modtagelse, ikke mindst i USA, hvor den blev den bedst indtjenende ikke-engelsksprogede film nogensinde med en omsætning på 128 mio. amerikanske dollars – hvilket er mere end dobbelt så meget som Livet er smukt, der er nummer to på listen. På verdensplan omsatte filmen for 213 mio. dollars.
Tiger på spring, drage i skjul blev produceret i samarbejde mellem filmselskaber i Taiwan, Kina, Hong Kong og USA. Den blev indspillet i Kina.
Udover fire Oscars i kategorierne bedste fremmedsprogede film, bedste fotografering, bedste musik og bedste scenografi har filmen modtaget i alt 36 øvrige priser, bl.a. fik den i 2001 en Robert for årets ikke-amerikanske film.